# Dysstroma albiangulata
Dysstroma albiangulata là một loài bướm đêm trong họ Geometridae.